# Oidemaskelis eurota
Oidemaskelis eurota är en fjärilsart som beskrevs av George Thomas Bethune-Baker 1915. Oidemaskelis eurota ingår i släktet Oidemaskelis och familjen snigelspinnare. Inga underarter finns listade i Catalogue of Life.